# Alekseevskij rajon (Tatarstan)
L'Alekseevskij rajon (in russo Алексеевский район?, in tataro: Алексеевск районы) è un municipal'nyj rajon della Repubblica Autonoma del Tatarstan, in Russia. Istituito il 10 agosto 1930, occupa una superficie di 2 074,41 chilometri quadrati, conta 24 924 abitanti ed è suddiviso in 1 insediamento di tipo urbano e 19 comuni rurali. Il capoluogo è l'insediamento di tipo urbano di Alekseevskoe.
A nord-ovest il distretto confina con il bacino di Samara.